# Riu Iecava
El riu Iecava és un afluent del Lielupe a Letònia. El seu curs té 155 km. Les fonts del riu estan formades a partir de diverses sorgències prop del poble de Daudzese (municipi de Jaunjelgava). La desembocadura es troba a 4 km de la ciutat de Jelgava, al Lielupe.
El riu Iecava flueix a través de la Plana de Taurkalne i la de Upmale amb unes ribes que són generalment boscoses. Prop de la ciutat d'Iecava creua la plana de Semigalia i la plana de Tireli arriba al riu Lielupe.
La principal font d'aigua (més del 50%) per aquest riu és aigua que procedeix de la neu fosa, però l'aigua subterrània és mínima (4-5%); el riu normalment es desborda durant la primavera i té baix nivell d'aigua durant l'estiu.

## Afluents
El nombre total d'afluents de l'Iecava són aproximadament 400 entre rius, rierols i séquies; dels més importants en destaquen els següents:

### Afluents pel marge esquerre
- Kuma - 6 km
- Girupe - 12 km
- Smarde - 12 km
- Gedulis - 11 km
- Ikstrums - 23 km

### Afluents pel marge dret
- Sudmalupe - 6 km
- Svetupe 6 km
- Dzervite - 11 km
- Briede - 10 km
- Veršupe - 15 km
- Smakupe 26 km
- Janupe - 20 km
- Biržina - 16 km
- Misa - 108 km